# گیزمودو
گیزمودو یک وب‌گاه در مورد طراحی، فناوری و مطالب علمی تخیلی است. گیزمودو در اصل به عنوان بخشی از شبکه گاکر مدیا ایجاد شده‌بود. گیزمودو همچنین شامل چند وب‌گاه کوچک‌تر نیز می‌شود، از جمله آی‌او۹ که بر داستان‌های علمی تخیلی و فوتوریسم تمرکز دارد.

## تاریخچه
گیزمودو در سال ۲۰۰۲ به صورت یک وبلاگ شروع به کار کرد. ویراستار اول آن پیتر روخاس بود که بعداً توسط مؤسسهٔ وبلاگز اینک استخدام شد. در اواسط سال۲۰۰۴، گیزمودو و گاکر روی هم حدود ۶٬۵۰۰ دلار در هر ماه درآمد داشتند.
در سال ۲۰۰۵ وی‌ان‌یو و گاکر مدیا با هم متحد شدند تا گیزمودو را در سراسر اروپا منتشر کنند و محتوایش را به فرانسوی، آلمانی، هلندی،اسپانیایی، ایتالیایی و پرتغالی ترجمه کنند.
در فوریه ۲۰۱۱، گیزمودو تحت یک بازطراحی اساسی گرفت.
در سال ۲۰۱۵، بلاگ آی‌او۹ باز گیزمودو ادغام شد و تمرکز آن محدود شد به ارسال مقالات در مورد موضوعات تحت پوشش این سایت از جمله داستان‌های علمی تخیلیبا فانتزی، فوتوریسم، فناوری و نجوم.
گیزمودو یکی از شش وب‌گاهی است که توسط شرکت ارتباطات یونیوژن در طی خرید گاکر مدیا، خریداری شد؛ این اتفاق در اوت ۲۰۱۶ رخ داد و از آن زمان گیزمودو با نام گروه رسانه‌ای گیزمودو شناخته می‌شود.